# The Space Gamer
The Space Gamer (semplicemente Space Gamer a partire dal 1983) fu una rivista dedicata a wargame, giochi di ruolo e tavolo di fantascienza. Crebbe rapidamente in importanza e negli anni ottanta sotto la gestione della Steve Jackson Games fu una delle principali riviste dedicate al gioco di ruolo.
La rivista non viene più pubblicata ma i detentori dei suoi diritti mantengono una presenza web usando il suo nome finale Space Gamer/Fantasy Gamer.

## Storia
The Space Gamer (TSG) iniziò come rivista quadrimestrale in formato digest, pubblicata dalla Metagaming Concepts nel 1975. Il proprietario della Metagaming, Howard Thompson, che fu anche il primo curatore della rivista affermò, dopo la pubblicazione del loro primo gioco, Stellar Conquest, che "La rivista era stata pianificato per essere pubblicata dopo il nostro terzo o quarto gioco, ma le circostanze richiedono che lo facciamo ora". I primi numeri sono stampati in carta semplice in formato digest, ma per il numero 17 era cresciuto fino ad essere un bimestrale formato bedsheet, stampato su carta patinata. In questo periodo fu principalmente dedicato al wargame e ai giochi da tavolo, anche se incluse occasionalmente recensioni di giochi di ruolo.
Quando Steve Jackson lasciò la Metagaming per fondare la sua propria compagnia si assicurò i diritti di pubblicazione di The Space Gamer dal numero 27 in poi. Per i primi due numeri continuò a descrivere i giochi della Metagaming Concept, ma successivamente questa fondò una nuova rivista, Interplay e cessò la collaborazione con The Space Gamer Nel primo numero pubblicato da Steve Jackson, Howard Thompson scrisse un editoriale sulla Metagaming in cui affermò "che lo staff della Metagaming non mancherà lo sforzo. Dopo il cambio di proprietà la Metagaming si sente confortabile con la decisione; era la cosa giusta da fare Nello stesso numero Steve Jackson annunciò "TSG diventerà mensile ... dal [numero 28 (maggio 1990)] sarà una pubblicazione mensile."
Inizialmente Steve Jackson curò personalmente la rivista e questa a trattare nuovi argomenti, il numero 31 fu dedicato ai computer, per esempio il 32 fu dedicato al gioco di ruolo Traveller, il 33 ai giochi per posta e il 34 alle miniature. A partire dal numero 52 ebbe come curatore divenne Aaron Allston e divenne principalmente incentrata sui giochi di ruolo, mentre il materiale sui wargame venne spostato su Fire & Movement, che la Steve Jackson Games aveva comprato dalla Baron Publishing.
Nel 1982 a partire dal numero 51 la proprietà della rivista passò alla Steve Jackson Games (fino a quel momento era stata una proprietà separata di Steve Jacskon). Nel 1983, a partire dal numero 64, venne divisa in due distinti bimestrali, pubblicati a mesi alterni Space Gamer (lasciando cadere l'articolo "The") e Fantasy Gamer; il primo dedicato alla fantascienza e il secondo alla fantasy. Questa organizzazione durò circa un anno, dopo sei numeri Fantasy Gamer venne assorbito da Space Gamer:
(Steve Jackson, "Counter Intelligence, Warren Spector")
Come già avvenuto per la Metagaming, lo sforzo di produrre una rivista divenne maggiore di quello che il suo editore poteva sostenere. Il cambio da bimestrale non bastò alla Steve Jackson Games per concentrarsi su nuovi giochi come desiderava e nel 1985 annunciò "Abbiamo venduto Space Gamer. Rimarremo pesantemente coinvolti ma la SJ Games non ne sarà più l'editore. Rinunciare a SG è sicuramente traumatico... ma ci darà tempo per dedicarci ad altre cose, specialmente GURPS"
La rivista venne venduta alla Diverse Talents (DTI). Questa inizialmente la pubblicarono come sezione della loro propria rivista The VIP of Gaming, ma ben presto decisero di sfruttare il più noto marchio di Space Gamer e chiusero la propria rivista, riprendendo la pubblicazione di Space Gamer e continuandone la numerazione e il formato precedente, ma con il nuovo nome Space Gamer/Fantasy Gamer. Queste edizioni soffrirono di grossi problemi di qualità e organizzazione, con un layout amatoriale e il contenuto diviso in sezioni dedicate a videogiochi, giochi fantasy, di fantascienza e wargame, ogni sezione con un suo proprio indice che si doveva cercare all'interno della rivista. Dopo pochi numeri la rivista chiuse con il numero 82 (luglio-agosto 1988)
Il proprietario successivo fu la World Wide Wargame (3W), una casa editrice di wargame che stava cercando di espandersi nel gioco di ruolo. Dopo tre numeri la rivista venne rilanciata riprendendo la numerazione dal numero uno. La qualità era migliorata e l'aspetto più professionale rispetto all'edizione della Diverse Talents, ma a fine del 1989 la 3W chiuse e cedette la rivista alla Future Combat Simulation, che pubblicò un solo numero continuando la numerazione originale.
Successivamente passò attraverso vari proprietari, finendo alla fine alla Better Games. Questa decise di usarla come organo della casa dedicato ai suoi giochi e ricominciò anch'essa la numerazione dal numero 1 volume II (ignorando che questo era già stato fatto dalla 3W) con il titolo Space Gamer/Fantasy Gamer: The Magazine of Free-Style Role-Play, che venne pubblicato fino al numero 8.
Alla fine degli anni novanta la Better Game tentò di resuscitare la rivista come pubblicazione online, aprendo un sito dedicato, ma dopo pochi anni cessò gli aggiornamenti.
Nel 2010 la Steve Jackson Games ha iniziato a vendere online in formato PDF i vecchi numeri che aveva pubblicato.

## Curatori
- Metagaming Concept
  - Howard Thompson: dal numero 1 (nessuna data data, copyright 1975) al 4 (nessuna data data, copyright 1976)
  - C. Ben Ostrander dal numero 9 (dicembre-gennaio 1976) al 26 (gennaio-febbraio 1980)
- Steve Jackson
  - Steve Jackson: numero 27 (marzo-aprile 1980)
  - Forrest Johnson: dal numero 28 (maggio-giugno 1980) al 51 (maggio 1982)
- Steve Jackson Games
  - Aaron Allston: dal numero 52 (giugno 1982) al 65 (settembre-ottobre 1983), inoltre anche Fantasy Gamer: numero 1 (agosto-settembre 1983) e co-curatore del numero 2 (dicembre-gennaio 1984)
  - Christopher Frink: dal numero 66 (novembre-dicembre 1983) al numero 69 (maggio-giugno 1984), inoltre anche Fantasy Gamer: co-curatore del numero 2 (dicembre-gennaio 1984) e curatore dal numero 3 (febbraio-marzo 1984) al 6 (giugno-luglio 1984)
  - Warren Spector dal numero 70 (luglio-agosto 1984) al 76 (settembre-ottobre 1985)
- Diverse Talents
  - Anne Jaffe: dal numero 77 (gennaio-febbraio 1987) all'82 (luglio-agosto 1988)
- World Wide Wargames
  - Dal numero 83 (1988) all'85 (gennaio-febbraio 1989). Ripresa la numerazione con volume II, dal numero 1 (luglio-agosto 1989) al 2 (ottobre-novembre 1989)
- Future Combat Simulation
  - Jeff Albanese: numero 88 (marzo-aprile 1990)
- Better Games
  - Ripresa la numerazione con volume 2, dal numero 1 (settembre-ottobre 1992) al numero 8 (1994).

## Riconoscimenti
The Space Gamer vinse il 1977 Charles S. Roberts Award nel 1977 come "Best Semiprofessional Magazine" (miglior rivista semiprofessionale").